# Johan Otto Söderhjelm
Johan Otto Söderhjelm (né le 3 septembre 1898 à Helsinki – mort le 28 février 1985 Helsinki) est un homme politique, député et plusieurs fois ministre de Finlande,.

## Ouvrage
- Johan Otto Söderhjelm, Démilitarisation et neutralisation des Iles d’Aland en 1856 et 1921 (thèse), 1928
- (fi) Johan Otto Söderhjelm, Tre resor till Moskva, Schildt, 1970, 192 p.